# Miguel Glicas
Miguel Glicas (en griego: Μιχαὴλ Γλυκᾶς, en latín: Michael Glycas) fue un historiador, teólogo, matemático, astrónomo y poeta bizantino del siglo XII. Probablemente era originario de Corfú y vivió en Constantinopla. Fue un crítico de Manuel I Comneno, y fue encarcelado y cegado debido a su participación en una conspiración contra el emperador. Estudios modernos lo identifican también con Miguel Sikidites (Μιχαὴλ Σικιδίτης), que fue condenado como heresiarca en 1200. 

## Biografía
Glicas nació en algún momento del primer tercio del siglo XII, posiblemente hacia 1130. Su probable lugar de nacimiento fue la isla de Corfú.
Sirvió como secretario imperial (grammatikos) bajo el emperador Manuel I Comneno (r. 1143-1180), antes de verse involucrado en una conspiración contra el emperador y ser cegado. El cegamiento fue probablemente parcial o leve, ya que continuó con su actividad literaria. Se desconoce la naturaleza exacta de esta conspiración, pero Otto Kresten sugirió una conexión con la supuesta conspiración que condujo a la caída del ministro principal de Manuel, Teodoro Estipiota, en 1158-9. Permaneció encarcelado al menos hasta 1164 y se desconoce su destino posterior. Los estudios modernos comúnmente lo identifican con un tal Miguel Sikidites, acusado de herejía y magia hacia 1200.
Según Nicetas Coniata, Sikidites «estaba inscrito entre los secretarios imperiales» de Manuel I, era conocido por realizar hechizos mágicos, conjurar serpientes y demonios. Predicó una doctrina según la cual los sacramentos de la eucaristía eran mortales y corruptibles, como lo era el propio cuerpo de Cristo. Además, Sikiditas y sus seguidores consideraban imposible una resurrección corporal y pensaban que los muertos resucitarían sólo como espíritus fantasmas. La doctrina parece haber gozado de cierto apoyo en los círculos dirigentes, en particular entre los patriarcas de Constantinopla Jorge II y Juan X, pero también suscitó una oposición apasionada; en un sínodo en 1200, Sikidites fue censurado y sus enseñanzas declaradas heréticas.

## Obra
Su primer trabajo conocido fueron sus Versos de la prisión, un poema de 581 versos decapentasílabos, escrito durante su encarcelamiento. Contiene muchos elementos de la lengua griega vernácula de su tiempo (una forma temprana de griego moderno), en contraste con el griego ático altamente estilizado y arcaico favorecido por los intelectuales bizantinos. En 1164-65, compuso un encomio celebrando la campaña húngara del emperador Manuel. También escribió un tratado matemático sobre la distinción entre astronomía y astrología, donde criticó severamente a Manuel I por su afición a esta última; en la misma línea, Glicas rechazó firmemente el concepto de destino inevitable (ananke) como una fuerza en la historia.
Su principal trabajo es su crónica (βίβλος χρονική, biblos chronike) de los acontecimientos desde la creación del mundo hasta la muerte de Alejo I Comneno en 1118. Sus principales fuentes para la crónica fueron Jorge el Monje, Juan Escilitzes y sus continuadores, Juan Zonaras, y Constantino Manasés. Más de la mitad de la obra está dedicada a la narración de la creación y la historia judía temprana. Como fuente histórica, no contiene información nueva, pero Glicas muestra su oposición a la dinastía de los Comnenos y emula a Zonaras en su crítica a Alejo I.
Otra obra notable, que llevó a Hans-Georg Beck a describir a Glicas como el «exégeta más original y brillante del siglo XII», fue la recopilación de 95 respuestas sobre cuestiones teológicas (Εἰς τὰς ἀπορίας τῆς Θείας Γραφῆς κεφάλαια, Capítulos sobre las cuestiones de la Sagrada Escritura), escritas en forma de carta. Entre ellas hay una carta en la que critica a Manuel I por el uso incorrecto de pasajes de los Padres de la Iglesia.
Sus obras supervivientes, incluyendo sus cartas, son «abiertamente didácticas», promoviendo las virtudes cristianas y haciendo un uso extensivo de proverbios para este fin.